# Куриця (притока Москви)
Ку́риця (рос. Курица) — річка в міському окрузі Красногорськ, Московська область, Росія, притока Москви-ріки. Довжина річки — близько 3,5 км.
Витік розташовується на території садового товариства «Красногорський садовод», на південь від Ризької залізниці. Протікає на південній межі міста Красногорськ, а 700—800 м нижче витоку, біля платформи Красногорська в річку впадає струмок з джерела, оголошеного пам'яткою природи обласного значення («Джерело біля залізничної платформи „Красногорська“»). Ще нижче, між Красногорськом і присілком Івановське річка загачена невеликою бетонною греблею і утворює ставок. У середній течії шлях Куриці пролягає через садові ділянки, вона проходить під насипом бічної гілки від Ризької залізниці, а біля села Гольйово, перед Новоризьким шосе, утворює ще один ставок. У нижній течії річка тече в районі розв'язки Новоризького і Ільїнського шосе та вздовж насипу Новоризького, і нарешті впадає в затоку Москви-ріки.

## Екологічна ситуація
Нижче греблі в присілку Івановське в річку виведений каналізаційний колектор з розташованого в 800 м на південний захід шпиталю ім. О. О. Вишневського.
У 2015 році повідомлялося про порушення природоохороного режиму на річці Куриця, пов'язані з інтенсивною господарською діяльністю в її басейні. У Московсько-Окське басейново-водне управління надійшли скарги про засипання частини русла і ставка на Куриці біля села Гольйово великогабаритним сміттям. Перевірка співпрацівниками Мособлводгоспу факту засипання не підтвердила, але виявила порушення Водного кодексу РФ: ширина берегової смуги русла становила 5 м, ставка — 20 м, замість належних в обох випадках 50 м.